# Tang Joon-sang
Tang Joon-sang (Hangul: 탕준상, Hanja: 陳俊尚; RR: Tāng Joon-sang) es un actor surcoreano-malasio.

## Biografía
Tang nació en Seúl de padre chino malasio y madre surcoreana.
Estudió en el Goyang Arts High School. En julio de 2024 estaba cursando estudios en el departamento de Artes Escénicas y Cine de la Universidad Chung-Ang.

## Carrera
Es miembro de la agencia CL&Company (씨엘엔컴퍼니).
Debutó en el teatro a los 7 años de edad.
El 14 de mayo de 2021 se unió al elenco principal de la serie Move to Heaven donde interpretó a Han Geu-roo, un joven con síndrome de Asperger que se queda sólo después de la muerte de su padre.
El 31 de mayo del mismo año se unió al elenco principal de la serie Racket Boys donde dio vida a Yoon Hae-kang, un estudiante transferido quien es ferozmente competitivo y se une al equipo de bádminton, hasta el final de la serie el 9 de agosto del mismo año.
El 20 de enero de 2022, se anunció que estaba en pláticas para unirse al elenco de la serie The Worst Boy in the World.

## Filmografía

### Series de televisión
| Año     | Título                                 | Personaje             | Notas        | Ref.          |
| ------- | -------------------------------------- | --------------------- | ------------ | ------------- |
| 2014    | Pluto Squad                            | Lee Seo-jin           | 16 episodios |               |
| 2014    | Abiding Love Dandelion                 | Seo Jun-ho (de joven) | TV Novel     |               |
| 2018    | A Poem a Day                           | Gyu-min               |              |               |
| 2019-20 | Aterrizaje de emergencia en tu corazón | Geum Eun-dong         |              |               |
| 2021    | Move to Heaven                         | Han Geu-roo           | 10 episodios | [ 10 ]        |
| 2021    | Racket Boys                            | Yoon Hae-kang         | 16 episodios | [ 11 ] [ 12 ] |
| 2025    | Newtopia                               | Sam-soo               | Serie web    | [ 13 ]        |
| 2025    | ¡Oh, mis clientes fantasmas!           | Bodhisattva           |              | [ 14 ]        |

### Películas
| Año  | Título                      | Personaje   | Ref.          |
| ---- | --------------------------- | ----------- | ------------- |
| 2016 | A Melody To Remember        | Choon-shik  |               |
| 2018 | Seven Years of Night        | Woo-chan    |               |
| 2018 | Young-ju                    | Young-in    |               |
| 2019 | Birthday                    | Woo-chan    |               |
| 2019 | The King's Letters          | Hak-jo      |               |
| 2021 | Unframed - "Blue Happiness" | -           |               |
| 2022 | Hommage                     | -           |               |
| 2024 | Dog Days                    | Jin-woo     | [ 15 ] [ 16 ] |
| 2024 | The Plot                    | Jeom-man    | [ 17 ]        |
| 2024 | Wonderland                  | Choi Jin-gu | [ 18 ]        |

### Programas de variedades
| Año  | Título      | Notas            |
| ---- | ----------- | ---------------- |
| 2021 | Racket Boys | ep. 3 - invitado |

### Teatro
| Año  | Título                              | Personaje         | Notas |
| ---- | ----------------------------------- | ----------------- | ----- |
| 2016 | Hamlet, the Play (햄릿 - 더 플레이) | Hamlet (de joven) |       |

### Musicales
| Año        | Título                       | Personaje          | Notas |
| ---------- | ---------------------------- | ------------------ | ----- |
| 2011       | The Last Empress (명성황후)  | Seiko              |       |
| 2010       | Billy Elliot (빌리 엘리어트) | Joven              |       |
| 2011, 2012 | Mozart (모차르트)            | Amade Mozart       |       |
| 2012       | Elizabeth (엘리자벳)         | Rudolph (de joven) |       |
| 2012       | Assassins (어쌔신)           | Billy              |       |
| 2013       | Les Miserables (레미제라블)  | Gavroche           |       |
| 2014       | West Pyeonje (서편제)        | Dong-ho (de joven) |       |
| 2014-15    | Kinky Boots (킹키부츠)       | Lola               |       |

## Premios y nominaciones
| Año  | Premios                  | Categoría        | Trabajo        | Resultado |
| ---- | ------------------------ | ---------------- | -------------- | --------- |
| 2021 | 2021 Asia Contents Award | Newcomer Actor   | Move to Heaven | Nominado  |
| 2021 | 2021 SBS Drama Award     | Best Young Actor | Racket Boys    | Ganó      |
| 2022 | 58th Baeksang Arts Award | Best New Actor   | Racket Boys    | Pendiente |